# Olympische Spielstraße
Die Olympische Spielstraße wurde zu den Olympischen Spielen in München 1972 entwickelt. In die Sportlandschaft wurden Orte integriert, die es ermöglichten, in offener Form die Aktionen von Künstlern aller Kunstgattungen (Schauspiel, Bildende Kunst, Musik, Film) darzubieten, an denen auch jeder teilnehmen konnte.
Der Architekt und Stadtplaner Werner Ruhnau hatte die Idee und übernahm die Realisierung des Projekts. Vorbild waren ihm die Ideen zum „Homo ludens“ des Kulturphilosophen Johan Huizinga.
Das Programm der Spielstraße wurde nach dem Angriff auf die israelischen Sportler gestoppt.
Nach dem Vorbild in München entstand in Kiel, das 1972 Austragungsort der Segelwettkämpfe war, anlässlich der Kieler Woche die so genannte Spiellinie.
Teilnehmende Künstler u. a.: Samy Molcho, Le Grand Magic Circus von Jérôme Savary, Anatol Herzfeld, Timm Ulrichs, Alexis Korner, Marionettenteatern Stockholm, Tenjo Sajiki, Het Werkteater Amsterdam, Kipper Kids London, Renate Göbel, Dorothy Iannone, Fritz Schwegler, Ben Vautier, Günter Weseler, Haus-Rucker-Co Düsseldorf/New York, Franz Falch (megalithische Steingruppen)